# Gresham (Wisconsin)
Gresham è un comune degli Stati Uniti, situato in Wisconsin, nella Contea di Shawano.